# Ben-Youssef Meïté
Ben Youssef Meité (ur. 11 listopada 1986 w Séguéli) – iworyjski lekkoatleta, sprinter, uczestnik igrzysk olimpijskich, rekordzista kraju.
Stawał na podium juniorskich mistrzostw Afryki. W 2005 zdobył dwa złote medale podczas igrzysk frankofońskich w Niamey. Uczestnik igrzysk afrykańskich z Algieru (2007). Bez awansu do półfinału startował na mistrzostwach świata w Berlinie w 2009. W tym samym roku zdobył dwa złote medale (bieg na 100 i 200 metrów) igrzysk frankofońskich. Złoty i srebrny medalista mistrzostw Afryki z roku 2010. Na koniec sezonu zajął 3. miejsce w biegu na 200 metrów podczas pucharu interkontynentalnego. 
Na eliminacjach zakończył swój występ na mistrzostwach świata w Daegu. Dwukrotny srebrny medalista igrzysk afrykańskich z Maputo (2011).
Na początku roku 2012 dotarł do półfinału biegu na 60 metrów podczas halowych mistrzostw świata w Stambule. W tym samym roku zdobył złoty medal mistrzostw Afryki w biegu na 200 metrów. Reprezentował Wybrzeże Kości Słoniowej na igrzyskach olimpijskich w Londynie, na których dotarł do półfinału na 100 metrów. W 2015 zdobył dwa złote medale igrzysk afrykańskich w Brazzaville. Poprawiając rekord kraju na 9,96, zajął 6. miejsce w finale biegu na 100 metrów podczas igrzysk olimpijskich w Rio de Janeiro (2016). Rok później dotarł do półfinału światowego czempionatu w Londynie.
Jego ojcem był Amadou Meïté – były sprinter, medalista igrzysk afrykańskich oraz dwukrotny olimpijczyk.

## Osiągnięcia
| Rok  | Impreza                               | Miejsce        | Konkurencja             | Lokata      | Wynik  |
| ---- | ------------------------------------- | -------------- | ----------------------- | ----------- | ------ |
| 2003 | Mistrzostwa Afryki juniorów           | Garoua         | bieg na 100 metrów      | eliminacje  | 10,95  |
| 2003 | Mistrzostwa Afryki juniorów           | Garoua         | bieg na 200 metrów      | półfinał    | 21,81w |
| 2003 | Mistrzostwa świata juniorów młodszych | Sherbrooke     | bieg na 100 metrów      | eliminacje  | 11,21w |
| 2003 | Mistrzostwa świata juniorów młodszych | Sherbrooke     | bieg na 200 metrów      | eliminacje  | 22,33  |
| 2005 | Mistrzostwa Afryki juniorów           | Radis          | bieg na 100 metrów      | 3. miejsce  | 10,74  |
| 2005 | Mistrzostwa Afryki juniorów           | Radis          | bieg na 200 metrów      | 2. miejsce  | 21,32  |
| 2005 | Igrzyska frankofońskie                | Niamey         | bieg na 200 metrów      | 1. miejsce  | 20,99  |
| 2005 | Igrzyska frankofońskie                | Niamey         | sztafeta 4 × 100 metrów | 1. miejsce  | 39,79  |
| 2006 | Mistrzostwa Afryki                    | Bambous        | bieg na 100 metrów      | eliminacje  | 11,07  |
| 2007 | Igrzyska afrykańskie                  | Algier         | bieg na 100 metrów      | półfinał    | 10,52  |
| 2007 | Igrzyska afrykańskie                  | Algier         | bieg na 200 metrów      | półfinał    | 21,18  |
| 2009 | Mistrzostwa świata                    | Berlin         | bieg na 100 metrów      | eliminacje  | 10,41  |
| 2009 | Mistrzostwa świata                    | Berlin         | bieg na 200 metrów      | ćwierćfinał | 20,78  |
| 2009 | Igrzyska frankofońskie                | Bejrut         | bieg na 100 metrów      | 1. miejsce  | 10,15w |
| 2009 | Igrzyska frankofońskie                | Bejrut         | bieg na 200 metrów      | 1. miejsce  | 20,37  |
| 2009 | Igrzyska frankofońskie                | Bejrut         | sztafeta 4 × 100 metrów | 4. miejsce  | 39,91  |
| 2010 | Halowe mistrzostwa świata             | Doha           | bieg na 60 metrów       | eliminacje  | 6,76   |
| 2010 | Mistrzostwa Afryki                    | Nairobi        | bieg na 100 metrów      | 1. miejsce  | 10,08  |
| 2010 | Mistrzostwa Afryki                    | Nairobi        | bieg na 200 metrów      | 2. miejsce  | 20,39  |
| 2010 | Mistrzostwa Afryki                    | Nairobi        | sztafeta 4 × 100 metrów | 6. miejsce  | 40,77  |
| 2010 | Puchar interkontynentalny             | Split          | bieg na 100 metrów      | 5. miejsce  | 10,32  |
| 2010 | Puchar interkontynentalny             | Split          | bieg na 200 metrów      | 3. miejsce  | 20,51  |
| 2011 | Mistrzostwa świata                    | Daegu          | bieg na 100 metrów      | eliminacje  | 10,45  |
| 2011 | Mistrzostwa świata                    | Daegu          | bieg na 200 metrów      | eliminacje  | 20,97  |
| 2011 | Igrzyska afrykańskie                  | Maputo         | bieg na 100 metrów      | 2. miejsce  | 10,28  |
| 2011 | Igrzyska afrykańskie                  | Maputo         | bieg na 200 metrów      | 2. miejsce  | 20,76  |
| 2012 | Halowe mistrzostwa świata             | Stambuł        | bieg na 60 metrów       | półfinał    | 6,71   |
| 2012 | Mistrzostwa Afryki                    | Porto-Novo     | bieg na 200 metrów      | 1. miejsce  | 20,62  |
| 2012 | Mistrzostwa Afryki                    | Porto-Novo     | sztafeta 4 × 100 metrów | 4. miejsce  | 40,10  |
| 2012 | Igrzyska olimpijskie                  | Londyn         | bieg na 100 metrów      | półfinał    | 10,13  |
| 2015 | Mistrzostwa świata                    | Pekin          | bieg na 100 metrów      | półfinał    | 10,17  |
| 2015 | Igrzyska afrykańskie                  | Brazzaville    | bieg na 100 metrów      | 1. miejsce  | 10,04  |
| 2015 | Igrzyska afrykańskie                  | Brazzaville    | sztafeta 4 × 100 metrów | 1. miejsce  | 38,93  |
| 2016 | Mistrzostwa Afryki                    | Durban         | bieg na 100 metrów      | 1. miejsce  | 9,95w  |
| 2016 | Mistrzostwa Afryki                    | Durban         | sztafeta 4 × 100 metrów | 2. miejsce  | 38,98  |
| 2016 | Igrzyska olimpijskie                  | Rio de Janeiro | bieg na 100 metrów      | 6. miejsce  | 9,96   |
| 2017 | Mistrzostwa świata                    | Londyn         | bieg na 100 metrów      | półfinał    | 10,12  |
| 2018 | Halowe mistrzostwa świata             | Birmingham     | bieg na 60 metrów       | półfinał    | 6,59   |

## Rekordy życiowe
- Bieg na 50 metrów (hala) – 5,80 (2011)
- Bieg na 60 metrów (hala) – 6,55 (2018) do 2019 rekord Wybrzeża Kości Słoniowej
- Bieg na 100 metrów – 9,96 (2016) rekord Wybrzeża Kości Słoniowej / 9,84w (2017)
- Bieg na 200 metrów – 20,37 (2009) do 2014 rekord Wybrzeża Kości Słoniowej